# Edward Ligonier, I conte Ligonier
Edward Ligonier, I conte Ligonier KB (1740 – 14 giugno 1782) è stato un militare e nobile britannico.

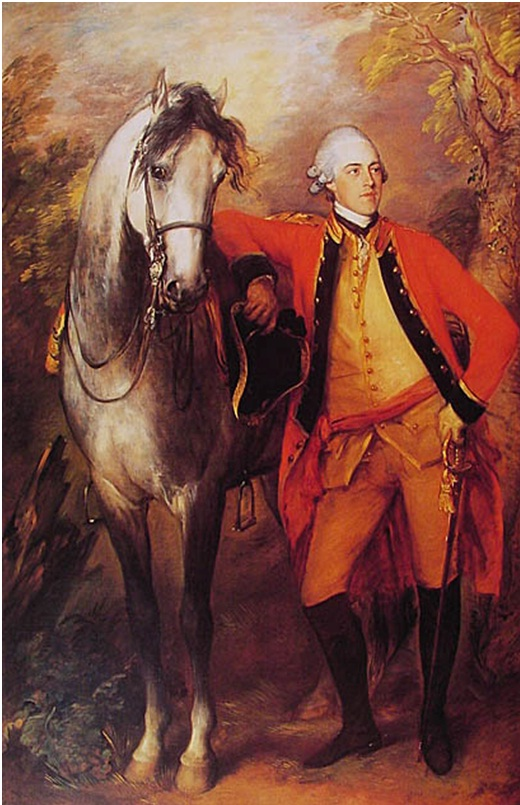
Il primo conte Ligonier.

Era il figlio illegittimo del colonnello Francis Augustus Ligonier, fratello di John Ligonier, I conte Ligonier.

## Biografia
Combatté con il principe Ferdinando di Brunswick durante la guerra dei sette anni e fu nominato capitano nel I reggimento fanteria. Nel 1763 fu nominato aiutante di campo reale e dal 1763 al 1765 fu segretario dell'ambasciata a Madrid. Il 12 novembre 1764 fu nominato "Groom of the Bedchamber" del duca di Gloucester.
Il 6 dicembre 1766 sposò Penelope Pitt, figlia di George Pitt, I barone Rivers. Il rapporto amoroso di Penelope con Vittorio Alfieri, provocò un duello tra il marito e il suo amante a Green Park il 7 maggio 1771, e Ligonier riuscì a ottenere il divorzio con atto del Parlamento nel 1772. Sposò quindi Lady Mary Henley, figlia di Robert Henley, I conte di Northington, il 14 dicembre 1773. Nel frattempo, alla morte di suo zio, il conte Ligonier, nel 1770, divenne visconte Ligonier di Clonmel, il cui titolo era stato creato specialmente per lui ed ereditò Cobham Park.
Fu promosso maggiore generale nel 1775 e tenente generale nel 1777. Il 19 luglio 1776 fu creato conte Ligonier, di Clonmel, nel Peerage d'Irlanda. L'ultima onorificenza che gli fu conferita è stata la sua investitura a Cavaliere Compagno dell'Ordine del Bagno il 17 dicembre 1781. Morì il 14 giugno 1782 e non lasciò eredi.